# Добаш андійський
Доба́ш андійський (Picumnus castelnau) — вид дятлоподібних птахів родини дятлових (Picidae). Мешкає в Південній Америці. Вид названий на честь французького натураліста Франсіса Кастельно.

## Опис
довжина птаха становить 9-10 см. Обличчя сіре, потилиця і верхня частина шиї поцятковані оливково-сірими смугами. Тім'я чорне, у самців також поцятковане червоними плямками. Верхня частина тіла оливкова, коричнювата або сірувата, з легким охристим відтінком, легко поцяткована світлими смужками. крила коричневі, дещо темніші. Хвіст зверху к оричневий, знизу жовтувватий або білий, центральні стернові пера білі. Очі карі, навколо очей рожевувато-охристі кільця, лапи і дзьоб сіруваті, дзьоб знизу дещо світліший.

## Поширення і екологія
Андійські добаші мешкають переважно в Перу, в долинах Укаялі і Амазонки, а також в Колумбії і Бразилії, поблизу гирла Жаварі. Вони живуть у вологих рівнинних тропічних лісах та в заболочених і заплавних лісах. Зустрічаються поодинці або парами, на висоті до 950 м над рівнем моря. Іноді приєднуються до змішаних зграй птахів.